# Lepophidium negropinna
Lepophidium negropinna är en fiskart som beskrevs av Hildebrand och Barton, 1949. Lepophidium negropinna ingår i släktet Lepophidium och familjen Ophidiidae. IUCN kategoriserar arten globalt som livskraftig. Inga underarter finns listade i Catalogue of Life.